# Гимпел, Эрика
Эрика Гимпел (англ. Erica Gimpel, род. 25 июня 1964) — американская актриса. Она наиболее известна благодаря своим ролям Коко Эрнандес в сериале «Слава» (1982—1987), и Энджел Браун в сериале «Профайлер» (1996—1999). Также Гимпел известна благодаря своим второстепенным ролям в сериалах «Скорая помощь» (1997—2003) и «Вероника Марс» (2004—2005).
Гимпел родилась на Манхэттене, Нью-Йорк, и начала свою карьеру на театральной сцене с роли в постановке «Порги и Бесс». После ухода из сериала «Слава», Гимпел снялась в мини-сериале «Север и Юг», а в последующие годы продолжила карьеру телевизионной актрисы с ролями в таких шоу как «Шоу Косби», «Закон и порядок», «Прикосновение ангела», «Юристы Бостона» и «Никита». В 2011 году она имела второстепенную роль в дневной мыльной опере «Молодые и дерзкие».

## Избранная фильмография
| Год  |   | Русское название | Оригинальное название | Роль           |
| ---- | - | ---------------- | --------------------- | -------------- |
| 2006 | с | Доктор Хаус      | House                 | Элизабет Стоун |
| 2012 | с | Настоящая кровь  | True Blood            | фея-старейшина |